# Масленица Успенского поста
Масленица Успенского поста — армянский церковный праздник предшествующий  Успенского посту Армянской Апостольской Церкви. Отмечается по традиции в одно из воскресений начала - середины августа

## Традиции и обычаи
Согласно армянской церковной традиции: Масленица является воспоминанием человеческого счастья, которым наслаждались в своё время Адам и Ева в раю. Человеку, согласно ей же, можно было вкусить все плоды за исключением плода с дерева знания, который символизирует пост идущий за масленицей. Масленица является выражением добродетелей. В этот день люди выходят из траура и начинают радоваться, забывают о страданиях и находят утешение. Каждый христианин смиренностью души, покаянием, постом и с надеждой на милость Бога приступает к Посту
"Масленица Успенского поста" является армянским церковным праздником , отмечаемым согласно армянской церковной традиции в воскресный день перед постом, который предшествует одному из Великих праздников Армянской Апостольской Церкви и из семи праздников, посвященных Пресвятой Богородице.  Праздник обычно выпадает на одно из воскресений начала - середины августа.

## Дата начала
Армянская апостольская церковь в целом живёт по Григорианскому календарю, но общины в диаспоре, на территории церквей, использующих Юлианский календарь, по благословению епископа могут жить и по Юлианскому календарю. То есть календарю не придается «догматического» статуса
| Даты начала "Масленица Успенского поста" по Григорианскому календарю (по Юлианскому + 13 дней) |                 |
| 7 августа 2011                                                                                 | 5 августа 2012  |
| 11 августа 2013                                                                                | 10 августа 2014 |
| 9 августа 2015                                                                                 | 7 августа 2016  |
| 6 августа 2017                                                                                 | 5 августа 2018  |
| 11 августа 2019                                                                                | 9 августа 2020  |
| 8 августа 2021                                                                                 | 7 августа 2022  |
| 6 августа 2023                                                                                 | 11 августа 2024 |
| 10 августа 2025                                                                                | 9 августа 2026  |
| 8 августа 2027                                                                                 | 6 августа 2028  |
| 5 августа 2029                                                                                 | 11 августа 2030 |